# Hiceteria
Hiceteria là một chi bướm đêm thuộc phân họ Tortricinae của họ Tortricidae.

## Các loài
- Hiceteria heptatoma Diakonoff, 1953
- Hiceteria heterogona Diakonoff, 1953
- Hiceteria stannosa Diakonoff, 1953